# Ferrière-et-Lafolie
Ferrière-et-Lafolie é uma comuna francesa na região administrativa de Grande Leste, no departamento de Haute-Marne. Estende-se por uma área de 7,93 km². Em 2010 a comuna tinha 51 habitantes (densidade: 6,4 hab./km²).